# Kathleen Ganley
Kathleen Ganley (née en 1978 ou 1979) est une femme politique canadienne, ministre de la Justice de l'Alberta au sein du gouvernement de Rachel Notley de 2015 à 2019. 
Elle est membre de l'Assemblée législative de l'Alberta depuis les élections de 2015 représentant la circonscription de Calgary-Buffalo puis celle de Calgary-Mountain View en tant que membre du Nouveau Parti démocratique de l'Alberta.